# Fable II
Fable II é um jogo eletrônico desenvolvido exclusivamete para Xbox 360 pela Lionhead Studios e publicado pela Microsoft Game Studios. É uma sequência do jogo Fable e Fable: The Lost Chapters. Anunciado em 2006, o jogo foi lançado no outono Norte Americano de 2008. O jogo é uma continuação da história de Albion, 500 anos após o primeiro Fable. As armas de fogo estão presentes, e os mapas têm uma aparência mais desenvolvida (grandes castelos e cidades no lugar de Vilarejo). Diferente da primeira versão, nesta edição há a possibilidade de escolher o sexo do personagem.
Uma sequência, Fable III, foi lançada em 26 de outubro de 2010.